# 角谷萌々果
角谷 萌々果（かどや ももか、1995年6月5日 - ）は、日本の元女子レスリング選手。三重県鳥羽市出身。階級は53g級と55kg級。身長161cm。

## 来歴
鳥羽ジュニアレスリングクラブでレスリングを始めた。全国少年少女レスリング選手権大会では小学校3年の時から4連覇を達成した。鳥羽市立鳥羽東中学校3年の時に全国中学生選手権の52kg級で3位となった。至学館高校へ進むと、1年と2年の時にジュニアクイーンズカップカデットの部で3位となった。至学館大学へ進学すると、2年の時にはジュニアクイーンズカップジュニアの部とJOC杯ジュニアの部の51kg級で優勝するも、世界ジュニアでは5位だった。3年の時には全日本選抜選手権と全日本選手権の55kg級で2位になると、全日本学生選手権では優勝した。さらに、ゴールデングランプリでも53kg級で優勝した。4年の時には全日本学生選手権で2連覇すると、ワールドカップでも優勝した。2018年からはアイシン・エィ・ダブリュ（現・アイシン）の所属となった。世界大学選手権の55kg級では2位だった。U-23世界選手権では53kg級に出場して決勝でロシアの選手と対戦すると、終了間際に2ポイントを取られて一旦は4-5と逆転されるも、チャレンジ（判定への異議申し立て）に成功したことによって相手のポイントが取り消されて勝利を収めることになった。
2021年3月31日、所属先であるアイシンを通じて現役引退を発表している。

## 主な戦績
- 2004年 - 2007年 - 全国少年少女レスリング選手権大会 4連覇
- 2010年 - 全国中学生選手権 3位（52kg級）
- 2011年 - ジュニアクイーンズカップ カデットの部 3位（49kg級）
- 2012年 - ジュニアクイーンズカップ カデットの部 3位（52kg級）
- 2015年 - ジュニアクイーンズカップ ジュニアの部 優勝（51kg級）
- 2015年 - JOC杯ジュニアの部 優勝（51kg級）
- 2015年 - 世界ジュニア 5位（51kg級）

55kg級での戦績
- 2016年 - 全日本選抜選手権 2位
- 2016年 - 全日本学生選手権 優勝
- 2016年 - ゴールデングランプリ 優勝（53kg級）
- 2016年 - 全日本選手権 2位
- 2017年 - 全日本選抜選手権 3位
- 2017年 - 全日本学生選手権 優勝
- 2017年 - ワールドカップ 優勝
- 2017年 - 全日本選手権 3位
- 2018年 - 全日本選抜選手権 3位（53kg級）
- 2018年 - 世界大学選手権 2位
- 2018年 - U-23世界選手権 優勝（53kg級）

（出典）